# Municipio de Council Hill
El municipio de Council Hill (en inglés: Council Hill Township) es un municipio ubicado en el condado de Jo Daviess en el estado estadounidense de Illinois. En el año 2010 tenía una población de 141 habitantes y una densidad poblacional de 3,32 personas por km².

## Geografía
El municipio de Council Hill se encuentra ubicado en las coordenadas 42°29′1″N 90°21′7″O / 42.48361, -90.35194. Según la Oficina del Censo de los Estados Unidos, el municipio tiene una superficie total de 42.47 km², de la cual 42,47 km² corresponden a tierra firme y (0 %) 0 km² es agua.

## Demografía
Según el censo de 2010, había 141 personas residiendo en el municipio de Council Hill. La densidad de población era de 3,32 hab./km². De los 141 habitantes, el municipio de Council Hill estaba compuesto por el 99,29 % blancos, el 0,71 % eran amerindios. Del total de la población el 0 % eran hispanos o latinos de cualquier raza.